# Страхов, Владислав Иванович
Владислав Иванович Страхов (5 февраля 1941 — 17 мая 2021) — советский и российский горный инженер, партийный и государственный деятель, депутат Верховного Совета СССР VIII созыва (1970—1974).

## Биография
Родился 5 февраля 1941 года в городе Ярцево (Смоленская область). Отец — Иван Фёдорович Страхов, погиб на фронте в 1942 году.
Окончил Свердловский горный институт им. В. В. Вахрушева и Высшую партийную школу при ЦК КПСС (1976).
С 1957 по 1976 г. работал слесарем в паровозном депо ПТУ треста «Волчанскуголь», горным мастером и механиком добычного участка Волчанского комбината «Вахрушевуголь».
В 1976—1977 гг. — секретарь Волчанского парткома[прояснить] КПСС. С 1 июля 1977 по 26 марта 1987 года — председатель Карпинского горисполкома. С 1987 по 1991 год — первый секретарь Карпинского горкома КПСС.
В 1991—1996 гг. — инженер Уфалейского никелевого рудника. В 1996—2000 гг. — глава Серовского района Свердловской области (председатель Серовской районной Думы)[прояснить].
Депутат Совета Союза от Краснотурьинского избирательного округа No 313 Свердловской области (1970—1974).
Награждён орденами Трудового Красного Знамени и «Знак Почёта». В 2009 году присвоено звание «Почётный гражданин городского округа Карпинск».
Умер 17 мая 2021 года в Екатеринбурге, похоронен в Волчанске.
Жена — Валентина Фёдоровна (ур. Дьяконова, 1.09.1939 — 9.06.2011), врач-терапевт; сын — Виктор (р. 7.04.1960), инженер-механик; дочь — Елена (2.07.1966 - 2.10.2024), биолог; зять — Сергей Анатольевич Туржевский (р. 18.03.1962) — физик, кандидат физико-математических наук; внук — Всеволод (р. 7.09.1992), переводчик и музыкант.